# Riki Takeuchi
Pour les articles homonymes, voir Takeuchi.
Riki Takeuchi (竹内 力, Takeuchi Riki), né le 4 janvier 1964 à Saiki, préfecture d'Ōita, Japon, est un acteur et chanteur japonais. Il est notamment connu en Occident pour ses rôles dans Dead or Alive de Takashi Miike, Battle Royale 2: Requiem et Tokyo Girl Cop.

## Filmographie
- 1996 : Peanuts de Takashi Miike
- 1996 : Fudoh : the New Generation de Takashi Miike
- 1999 : Dead or Alive de Takashi Miike
- 1999 : Nobody de Toshimichi Ohkawa
- 2000 : Dead or Alive 2 : Birds de Takashi Miike
- 2002 : Dead or Alive : Final de Takashi Miike
- 2002 : Deadly Outlaw : Rekka de Takashi Miike
- 2003 : Last Life in the Universe (เรื่องรัก น้อยนิด มหาศาล, Ruang rak noi nid mahasan) de Pen-ek Ratanaruang
- 2003 : Battle Royale 2: Requiem de Kenta Fukasaku et Kinji Fukasaku
- 2003 : Yakuza Demon de Takashi Miike
- 2006 : Yo-Yo Girl Cop de Kenta Fukasaku
- 2007 : Big Man Japan de Hitoshi Matsumoto
- 2014 : Tokyo Tribe de Sion Sono
- 2018 : Real Girl de Tsutomu Hanabusa

## Jeux vidéo
- 2015 : Yakuza 0 : Hiroki Awano
- 2023 : Like a Dragon: Ishin! : Kanryusai Awano